# Ariano Fernandes
Ariano Mário Fernandes Fonsêca (João Pessoa, 28 de abril de 1963) é um empresário, advogado e político brasileiro filiado ao Movimento Democrático Brasileiro. Já foi deputado estadual quatro vezes.

## Biografia
Filho do odontólogo Renato Fonsêca Filho e de Maria Elizabeth Fernandes Fonsêca. É casado com a advogada Anna Carolina Carneiro Fonsêca, com quem tem três filhos.
Nascido em uma família tradicional da política da Paraíba, é sobrinho-neto dos governadores José Fernandes de Lima e João Fernandes de Lima e neto do usineiro e prefeito de Mamanguape Manoel Fernandes de Lima, além de sobrinho e irmão dos prefeitos de Mamanguape Gustavo Fernandes e Fábio Fernandes, respectivamente.
Fez o equivalente ao ensino fundamental no Colégio Marista Pio X e ensino médio no IPEP, colégios da cidade de João Pessoa. Cursou História pela Universidade Federal da Paraíba e Direito pelo Centro Universitário de João Pessoa.
Foi fundador da Rádio Potiguara, a primeira rádio da região do litoral norte da Paraíba. É vice-presidente do Sindicato do Açúcar da Federação das Indústrias do Estado da Paraíba.

## Carreira política
- 1988: Candidato a vice-prefeito da chapa do PMDB de Mamanguape, encabeçada por Guilherme Soares. Obtiveram 8 054 votos.[4]
- 1992: Candidato a prefeito de Mamanguape pelo PMDB, tendo como candidato a vice-prefeito Nemésio Meireles (PMDB), obtiveram 9 092 votos.[4]
- 1992: Indicado pelo então presidente da república, Itamar Franco e pelo então ministro da Educação, Murilo Ringuel, assume a superintendência da Fundação  de Assistência ao Estudante da Paraíba.
- 1994: Eleito deputado estadual PMDB, obtendo 17 224 votos, sendo o quinto mais votado  da Paraíba e o mais jovem da legislatura.
- 1998: Reeleito deputado estadual pelo PMDB, obtendo 19 661 votos. Foi terceiro secretário da mesa diretora.[5]

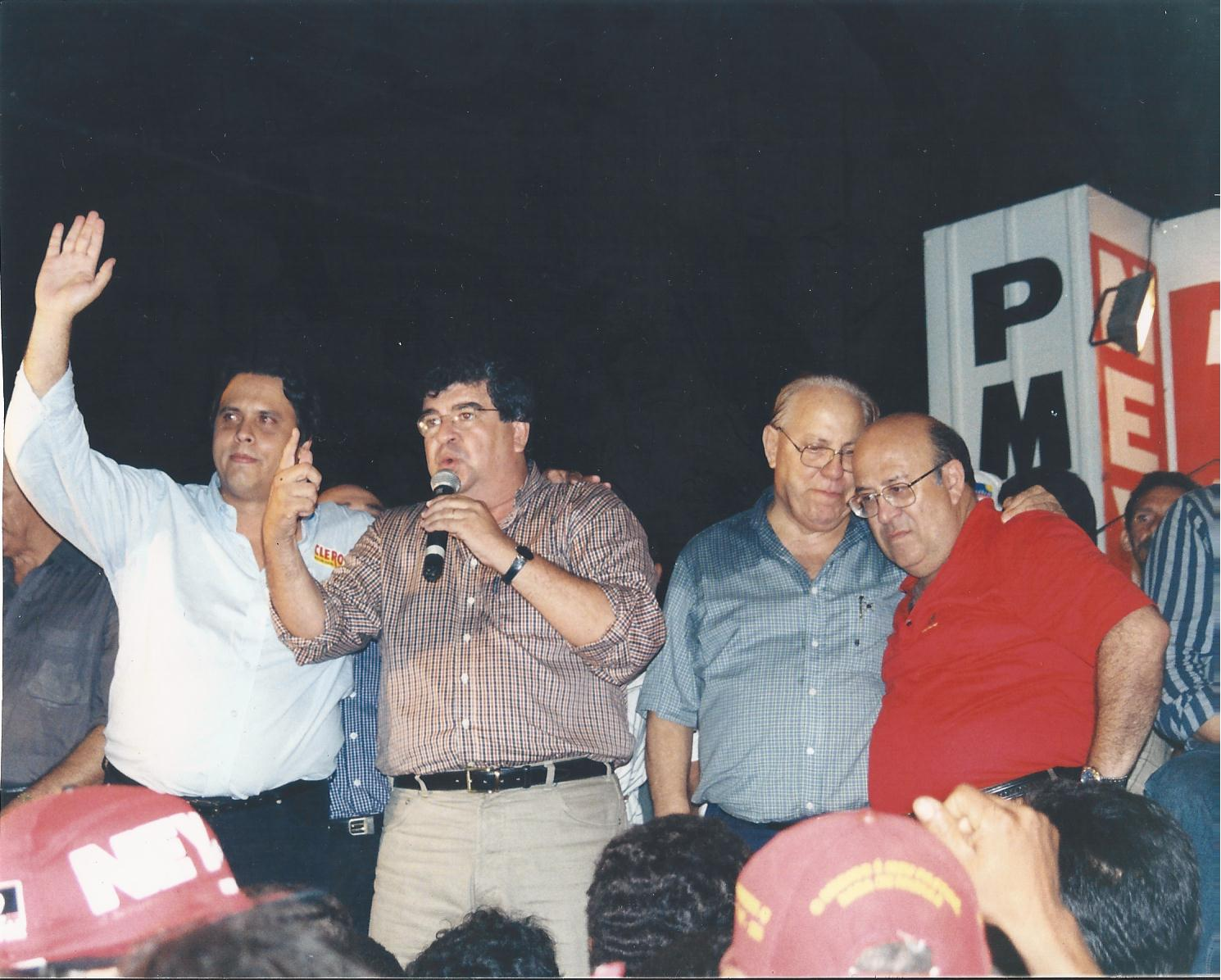
Nas eleições de 1998, comício em Mamanguape, na presença do candidato a vice-governador Roberto Paulino, do deputado federal José Luiz Clerot e do senador Ney Suassuna.

- 2002: Reeleito deputado estadual pelo PMDB, obtendo 23 670 votos. Na Assembléia Legislativa da Paraíba, foi vice-presidente do Comissão de Constituição e Justiça e quarto secretário da mesa diretora.[6]
- 2006: Candidato a deputado estadual pelo PSDB, obtendo 18 713 votos, alcançando a terceira suplência.
- 2008: Assume a vaga de deputado estadual, sendo o presidente da Comissão de Legislação Cidadã.[7]
- 2010: Candidato a deputado estadual pelo PSDB, obtêm 19 702 votos, alcançando a terceira suplência.
- 2010: Nomeado diretor superintendente da Superintendência de Administração do Meio Ambiente da Paraíba no governo de José Maranhão.[8]
- 2018: Foi candidato a suplente de senador na chapa encabeçada pelo ex-governador Roberto Paulino, do MDB. Obtiveram 262 998 votos (7,67%).[9]